# Византийска литература
Византийската литература е богата с различни жанрове и имена на талантливи писатели, ретори и поети. Съществуват две основни направления във византийската литература – едното, базиращо се на античното културно наследство, второто, отразяващо проникването на църковния светоглед в литературата. Между тези направления се водела ожесточена борба и макар християнското светосъзерцание да преобладавало, все пак във византийската литература никога не изчезвали античните традиции. През 4 – 6 век били широко разпространени античните литературни жанрове: речи, писма, епиграми, любовна лирика, еротична повест. От края на 6 – началото на 7 век се зараждат нови литературни форми – църковна поезия – химнография, чийто най-виден представител бил Роман „Сладкопевец“. За химнографията са характерни отвлеченият спиритуализъм и в същото време използването на народната мелодика и ритмика и на народния език. Едновременно голяма популярност получава особеният жанр на назидателното четене с религиозен характер за широките маси, така наречените жития на светци – агиография. От 7 до средата на 9 век агиографията била главна форма на византийската литература. В нея се преплитали легендарни разкази с религиозен характер за чудесата и мъченичествата на „светците" с реални битови детайли, взети от живота на византийския народ. В някои „жития на светци" намерили отражение реални исторически събития.
Културата на ранна Византия била на по-високо ниво, отколкото на останалите европейски държави от онова време. Империята се развивала като естествен продължител на постиженията на античността в областта на науките, философията, литературата, съчетани с християнската религия и светоглед.
В много градове и дори в някои села имало училища, в които децата можели да получат елементарни знания. В по-големите градове съществували и висши школи за получаване на по-добро образование. Децата тръгвали на училище на седем, а понякога на пет или шест години. За три години се научавали да четат и пишат на преобладаващия в страната гръцки език, учели смятане, пеене, история. Изучавали както църковни, така и светски четива. След това преминавали в по-горен отдел, където под ръководството на добре подготвени учители изучавали граматика, антична литература и историография, риторика и философия. Част от обученето по философия били науките аритметика, геометрия, музика, астрономия, логика и етика.
Наред с общообразователните училища работели и някои висши школи. В едни от тях се изучавала предимно медицина, в други право, в трети философия. Към някои манастири имало и религиозни училища.
Светските поети преразказват древни митове, използват антична метрика и църковни поети. Още евангелски истории.
Поетичният размер на народния стих е църковната поезия на националния език (Роман Сладкопец).
Стихотворения за борбата с враговете - стихотворение за Digenis Akrite.
Животински епос - сатиричен образ на господата.
На практика е запазена само богословската литература: Козма Магомски (8-и - автор на песни), Йоан от Дамаск (канони - хими от 9 песни), Теодор Студит (канони, химни). Написано от „Мириобиблон“ от Фотий - това са пояснения за 280 древни и византийски легенди с коментари